# Axonopus furcatus
Axonopus furcatus là một loài thực vật có hoa trong họ Hòa thảo. Loài này được (Flüggé) Hitchc. mô tả khoa học đầu tiên năm 1906.